# Лукрець (озеро, Київ)
Лукрець (Лукарець) - озеро, знаходиться у сідловині між Багриновою та Лисою горою на території Голосіївського району міста Києва. Повз озеро прокладено Лисогірський провулок. Координати озера 50.386533, 30.550850.

## Опис
Озеро Лукарець згадується в джерелах 16 ст., які описують маєток Багринів Видубицького монастиря. Цю водойму згадав М. Сементовський у своїй праці 1852 р. Констатуючи високу якість води в джерелі Лукрець, Сементовський зазначив, що навесні тут може утворюватися озерце. Отже озеро має природне походження і можливо лише було збільшене видубутком глини тутешніми цегельнями Корчуватого. Уперше озеро чітко зображено на карті 1897/1918 рр., причому з крутими берегами. Цей факт, а також розміщення озера біля крутосхилу дають підстави вважати, що остаточно воно формилося внаслідок виймання глини. Водойма ще не один раз потрапляла на карти, зокрема «РККА». Озеро добре видно на детальній мапі 1932 р. На південь від нього тягнуться й інші незатоплені та затоплені кар'єри з добування глини. Озеро позначено і на німецькій мапі 1943 р. Озеро добре розпізнається на німецькому аерофотознімку, зробленому 26 вересня 1943 р. Тоді воно було значно більшим, ніж нині. Озеро в своїх сучасних розмірах показано на мапі 1960 р. та планах 1989 та 1991 рр. При цьому на двох останніх вище нього показано ще одне більше озеро. Деякий вплив на озеро вірогідно мав і згаданий струмок Лукрець, що нині тече повз озеро в підземному колекторі під Лисогірським провулком. Таке припущення можна зробити на підставі того, що водойма помітно замулилася — загалом більше, ніж інші кар’єрні озера.  

## Сучасний стан, загрози і цінність
Нині озеро Лукрець являє собою сумну картину. Насамперед унаслідок замулення і заростання воно істотно зменшилося в розмірах: довжина становить близько 50 м, ширина — 30 м. Береги рясно вкриті очеретом і рогозом вузьколистим. Характерна особливість водойми — наявність стовбурів дерев, що стирчать над водою. Береги озера дуже засмічені. Прозорість води у серпні зменшується до 20—30 см. 
Озеро знаходиться під загрозою забудови. За повідомленнями, його вже наполовину засипають будівельним сміттям та піском, а поруч зводять багатоповерхівки. Існує велика ймовірність, що озеро повністю засиплять і забудують. 
Озеро має значну цінність, адже слугує єдиним місцем для нересту для амфібій з зелених північно-східних схилів Багринової гори  та прилеглих з півночі схилів Лисої гори. З огляду на це ж збереження потребують також кар'єрні озера розташовані на південь від Моторного провулку (50.378748, 30.544070 та 50.381864, 30.546851). Необхідно включити озеро Лукрець та озеро з координатами 50.378748, 30.544070 в існуючий ландшафтний заказник місцевого значення "Багринова гора". 